# THE 빅오
《THE 빅오》(일본어: THE ビッグオー, The Big O)는 디자이너 사토 케이치와 감독 카타야마 카즈요시가 개발한 선라이즈의 일본의 애니메이션 텔레비전 프로그램이다.

## 반응
빅오는 1999년 10월 13일에 초연되었다. 이 쇼는 일본에서 히트를 치지 못했고 오히려 26개 에피소드에서 13개 에피소드로 감소되었다. 서양의 관객들이 더 반응적이었으며 이 시리즈는 제작자가 찾고 있던 성공을 달성하였다.